# 山本健 (歴史学者)
山本 健（やまもと たけし）は、日本の歴史学者。敬愛大学教授。ドイツ中・近世史を専攻。

## 人物
1975年静岡大学人文学部外国史学卒業。1986年東京都立大学 (1949-2011)人文科学研究科博士課程（西洋史）単位取得満期退学。 駒澤大学非常勤講師、千葉敬愛短期大学助教授等を経て現職。